# Tournayellida
Tournayellida es un orden de foraminíferos (clase Foraminiferea, o Foraminifera) cuyos taxones han sido tradicionalmente incluidos en el suborden Fusulinina del orden Foraminiferida, o bien en el orden Fusulinida de la clase Foraminifera. Su rango cronoestratigráfico abarca desde el Frasniense (Devónico superior) hasta el Namuriense (Carbonífero superior).

## Discusión
Clasificaciones más recientes incluyen Tournayellida en la subclase Fusulinana de la clase Fusulinata.

## Clasificación
Tournayellida incluye a las siguientes superfamilias:
- Superfamilia Lituotubelloidea
- Superfamilia Mstinioidea
- Superfamilia Tournayelloidea